# Tennis ai XVII Giochi panamericani
Il tennis ai XVII Giochi panamericani si è svolto al Rexall Centre di Toronto in Canada, dal 10 al 16 luglio 2015. Cinque sono gli eventi che si sono disputati: i singolari maschile e femminile, i doppi maschile e femminile e il doppio misto.

## Calendario
| Torneo              | 10 lug  | 11 lug  | 12 lug           | 13 lug           | 14 lug           | 15 lug                    | 16 lug                    |
| ------------------- | ------- | ------- | ---------------- | ---------------- | ---------------- | ------------------------- | ------------------------- |
| Singolare maschile  | 32esimi | 16esimi | Ottavi           | Quarti di finale | Semifinali       | Finale 3°-4° Finale 1°-2° |                           |
| Singolare femminile |         | 16esimi | 16esimi          | Ottavi           | Quarti di finale | Semifinali                | Finale 3°-4° Finale 1°-2° |
| Doppio maschile     |         | 16esimi | Ottavi di finale | Quarti di finale | Semifinali       | Finale 3°-4° Finale 1°-2° |                           |
| Doppio femminile    |         |         | Ottavi di finale | Ottavi di finale | Quarti di finale | Semifinali                | Finale 3°-4° Finale 1°-2° |
| Doppio misto        |         |         | Ottavi di finale | Quarti di finale | Semifinali       | Finale 3°-4° Finale 1°-2° |                           |

## Risultati
| Evento                         | Oro                                        | Argento                                  | Bronzo                                      |
| Singolare maschile (dettagli)  | Facundo Bagnis                             | Nicolás Barrientos                       | Dennis Novikov                              |
| Doppio maschile (dettagli)     | Cile Nicolás Jarry Hans Podlipnik-Castillo | Argentina Guido Andreozzi Facundo Bagnis | Ecuador Gonzalo Escobar Emilio Gómez        |
| Singolare femminile (dettagli) | Mariana Duque Mariño                       | Victoria Rodríguez                       | Mónica Puig                                 |
| Doppio femminile (dettagli)    | Canada G. Dabrowski C. Zhao                | Messico V. Rodríguez M. Zacarías         | Argentina María Irigoyen Paula Ormaechea    |
| Doppio misto (dettagli)        | Argentina Guido Andreozzi María Irigoyen   | Canada Philip Bester Gabriela Dabrowski  | Paraguay Verónica Cepede Royg Diego Galeano |

## Medagliere
| Posizione | Nazione     | Oro | Argento | Bronzo | Totale |
| --------- | ----------- | --- | ------- | ------ | ------ |
| 1         | Argentina   | 2   | 1       | 1      | 4      |
| 2         | Canada      | 1   | 1       | 0      | 2      |
| 2         | Colombia    | 1   | 1       | 0      | 1      |
| 4         | Cile        | 1   | 0       | 0      | 1      |
| 5         | Messico     | 0   | 2       | 0      | 2      |
| 6         | Ecuador     | 0   | 0       | 1      | 1      |
| 6         | Stati Uniti | 0   | 0       | 1      | 1      |
| 6         | Porto Rico  | 0   | 0       | 1      | 1      |
| 6         | Paraguay    | 0   | 0       | 1      | 1      |
| Totale    | Totale      | 5   | 5       | 5      | 15     |